# Давед, Бражиндер Сингх
Бражиндер Сингх Давед (англ. Brajinder Singh Daved, 25 января 1953, Найроби, Британская Кения) — кенийский хоккеист (хоккей на траве), полузащитник, нападающий.

## Биография
Бражиндер Сингх Давед родился 25 января 1953 года в кенийском городе Найроби. 
Учился в Найроби в высшей технической школе.
Играл в хоккей на траве за «Рэйлвей Гимхана» из Найроби.
В 1969—1987 годах выступал за сборную Кении.
В 1972 году вошёл в состав сборной Кении по хоккею на траве на Олимпийских играх в Мюнхене, занявшей 13-е место. Играл на позиции нападающего, провёл 7 матчей, забил 1 мяч в ворота сборной Мексики.
В 1984 году вошёл в состав сборной Кении по хоккею на траве на Олимпийских играх в Лос-Анджелесе, занявшей 9-е место. Играл на позиции нападающего, провёл 7 матчей, мячей не забивал. Был капитаном команды.
В составе сборной Кении участвовал в двух чемпионатах мира — в 1971 году в Барселоне и в 1973 году в Амстелвене.